# Passiflora mollis
Passiflora mollis är en passionsblomsväxtart som beskrevs av Carl Sigismund Kunth. Passiflora mollis ingår i släktet passionsblommor, och familjen passionsblomsväxter. Inga underarter finns listade i Catalogue of Life.